# Cochamyrtörnskata
Cochamyrtörnskata (Thamnophilus praecox) är en fågel i familjen myrfåglar inom ordningen tättingar.

## Utbredning och status

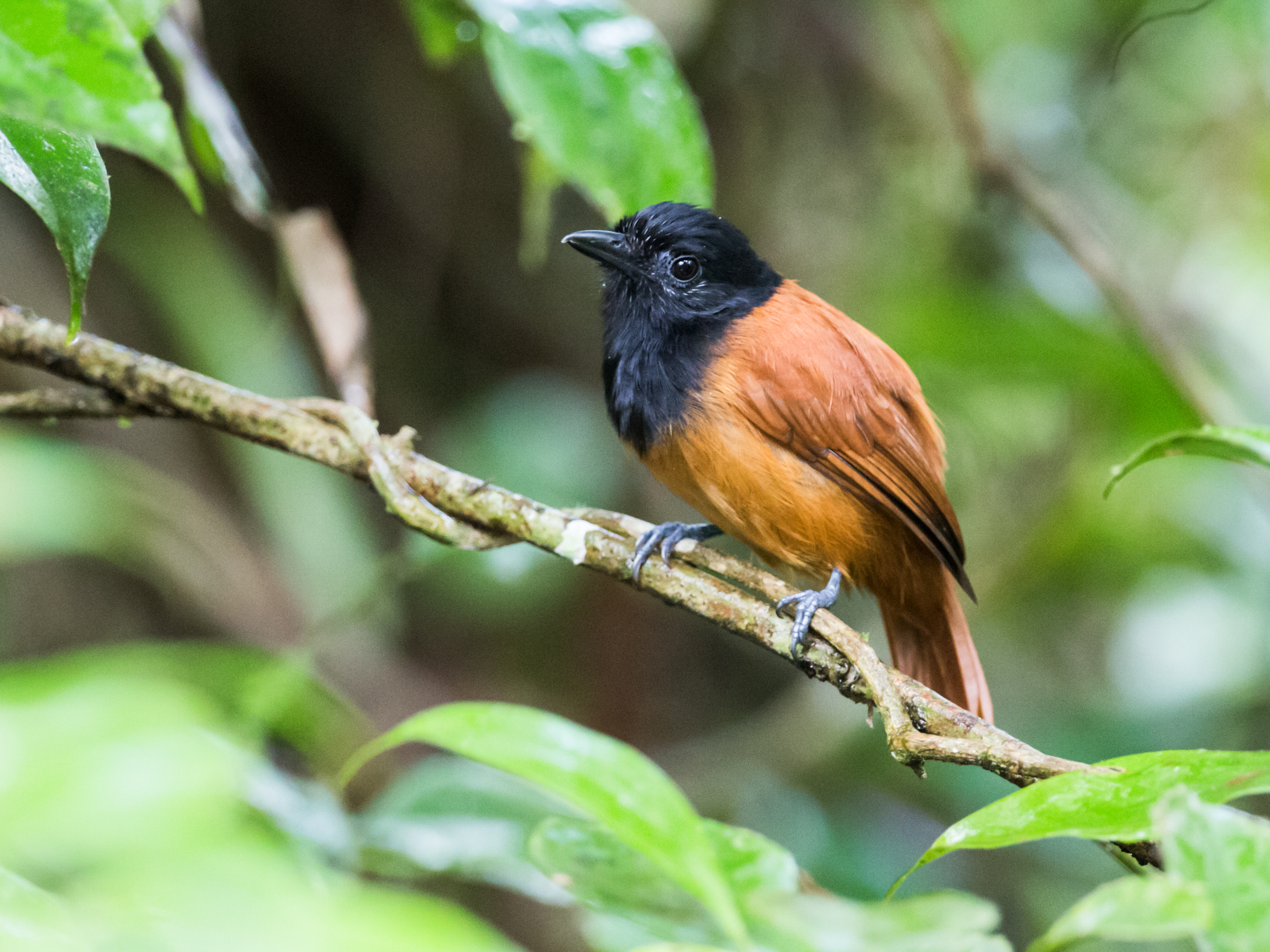
Hona

Den förekommer i tropiska östra Ecuador (längs övre Río Napo och bifloder). IUCN kategoriserar arten som nära hotad.

## Namn
Fågelns svenska namn syftar på Lagarto Cocha, ett flod- och sjösystem på gränsen mellan Ecuador och Peru.